# Parafia Świętej Rodziny w Gliwicach
Parafia Świętej Rodziny w Gliwicach – parafia rzymskokatolicka w Gliwicach, należy do dekanatu Gliwice-Sośnica w diecezji gliwickiej.

## Ulice należące do parafii
Akacjowa, Brzozowa 25-105(nieparzyste) i 28-58 (parzyste), Chorzowska 41-97 (nieparzyste) i 46, 60-62 (parzyste), Dębowa, Gajdy, Grabowa, Idy, Jaworowa, Jesionowa 1-9, Kapliczna, Lindego, Topolowa, Towarowa.

## Księgi metrykalne
Parafia prowadzi księgi chrztów, ślubów i zgonów od 1940 roku. Księgi z lat 1919–50 znajdują się w archiwum parafii Chrystusa Króla.